# جنگل خدایان
جنگل خدایان (لیتوانیایی: Dievų miškas) خاطرات شاعر و نویسندهٔ لیتوانیایی بالیس سروگا دربارهٔ تجربیات او در اردوگاه کار اجباری اشتوتهوف است. این یکی از نخستین خاطرات در اروپا دربارهٔ اردوگاه‌های نازی بود. به گفتهٔ نویسنده، عنوان کتاب بر اساس ناحیهٔ باتلاقی جنگلی است که اردوگاه در آن قرار داشت.
بالیس سروگا نوشتن خاطراتش را در سال ۱۹۴۵ آغاز کرد و در طی چندین ماه یک نوشتهٔ ۴۵۰ صفحه‌ای را در آسایشگاه نویسندگان بیرشتوناس به پایان رساند. سانسور در اتحاد جماهیر شوروی برای چندین سال مانع انتشار خاطرات بود. در سال ۱۹۵۷ و پس از مرگ نویسنده، نسخهٔ سانسورشده منتشر شد. نسخهٔ اصلی رمان در سال ۲۰۱۱ منتشر شد.